# Ansel Adams Award (The Wilderness Society)

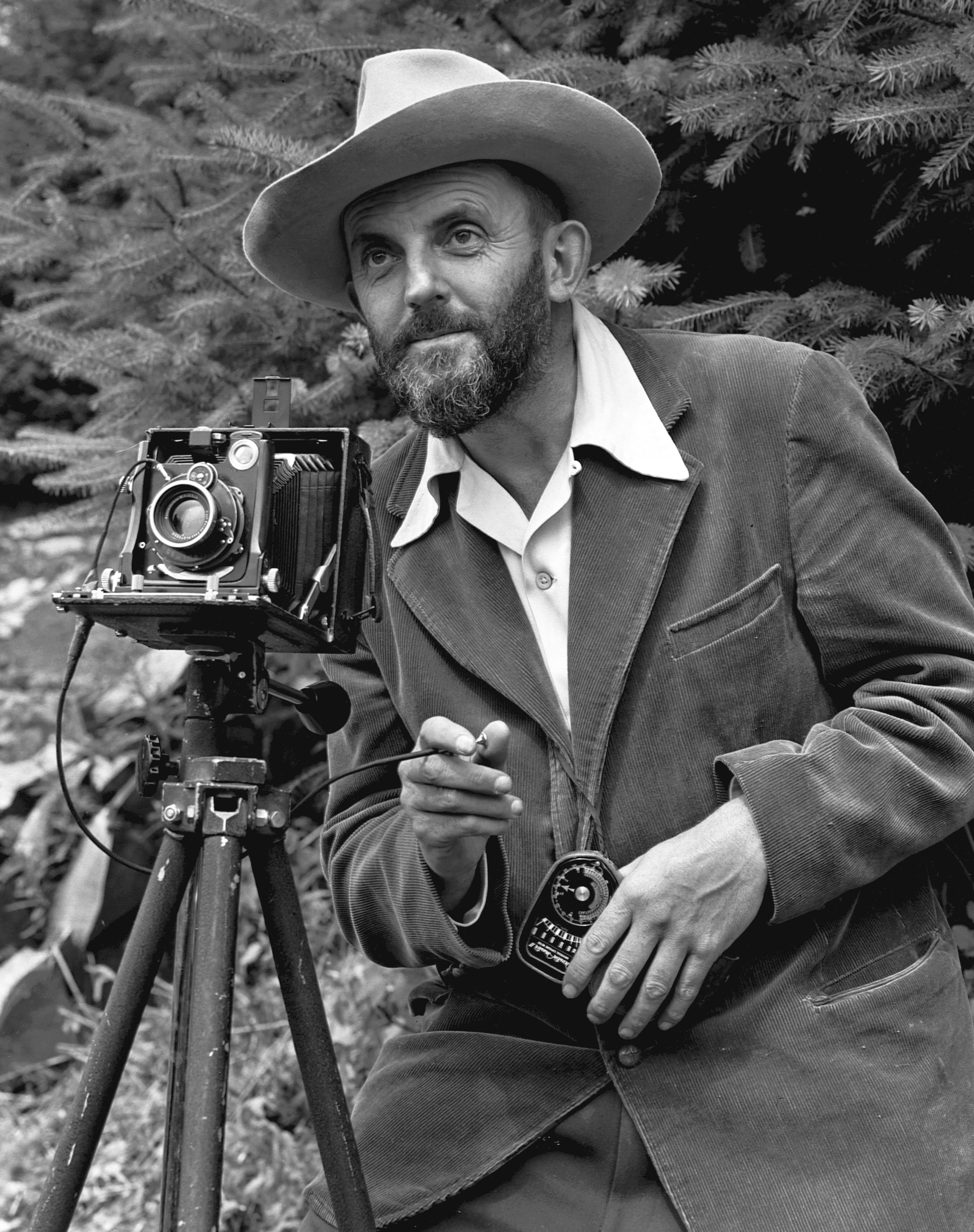
Fotograf Ansel Adams

Cena Ansela Adamse (Ansel Adams Award) je každoroční ocenění udělované společností The Wilderness Society Spojených států amerických. Ve jménu amerického fotografa a ekologa Ansela Adamse je cena udělena současnému nebo bývalému federálnímu úředníkovi, který byl horlivým zastáncem ochrany přírody.

## Výherci
Podle zdroje:
- 1980 Ansel Adams
- 1981 Jimmy Carter
- 1982 John F. Seiberling
- 1983 Phillip Burton
- 1984 Morris K. Udall
- 1985 Cecil Dale Andrus
- 1986 Stewart L. Udall
- 1987 Sidney Yates
- 1988 John H. Chafee
- 1989 William V. Roth mladší, Allan Cranston
- 1990 Gaylord Nelson
- 1991 George Miller
- 1993 Nebylo uděleno
- 1994 Bruce F. Vento
- 1997 Albert Gore mladší
- 1998 Dale Bumpers
- 1999 Kathleen McGinty
- 2000 David Obey a John Porter
- 2001 John Lewis
- 2002 John Kerry a Joseph Lieberman
- 2004 Nick J. Rahall II; Harry Reid
- 2005 Ernest F. Hollings
- 2006 Maria Cantwell
- 2007 James M. Jeffords; Sherwood L. Boehlert
- 2008 Norman D. Dicks
- 2009 Jeff Bingaman
- 2010 Mike Dombeck (US Forest Service)
- 2011 Bruce Babbitt
- 2012 ?
- 2013 Ken Salazar
- 2014 Max Baucus
- 2015 John Podesta
- 2016 Dianne Feinsteinová